# Alex Tremulis
Alexander Sarantos Tremulis, född 23 januari 1914 i Chicago, Illinois, död 29 december 1991 i  Ventura, Kalifornien, var en amerikansk bildesigner.
Alex Tremulis började arbeta för Duesenbergs återförsäljare i Chicago 1933. Därifrån gick han vidare till Auburn och Cord. Sedan Errett Lobban Cords företagsgrupp gått omkull 1937 kom Tremulis till Briggs Manufacturing Company, som byggde karosser till bland andra Ford Motor Company, Chrysler Corporation och Packard.
Vid andra världskrigets början gick Tremulis in i US Army Air Forces, där han arbetade med olika flygplansprojekt. Efter kriget arbetade Tremulis för Preston Tucker och ritade den bil som gjort honom mest berömd, Tucker Torpedo.
Sedan Tucker gått i graven arbetade Tremulis för Kaiser. 1952 anställdes han av Ford, där han främst arbetade med konceptbilar. 1963 lämnade han Ford för att öppna sin egen konsultfirma och arbetade bland annat åt Subaru.